# Harricourt
Harricourt – miejscowość i gmina we Francji, w regionie Grand Est, w departamencie Ardeny.
Według danych na rok 1990 gminę zamieszkiwało 71 osób, a gęstość zaludnienia wynosiła 9 osób/km².

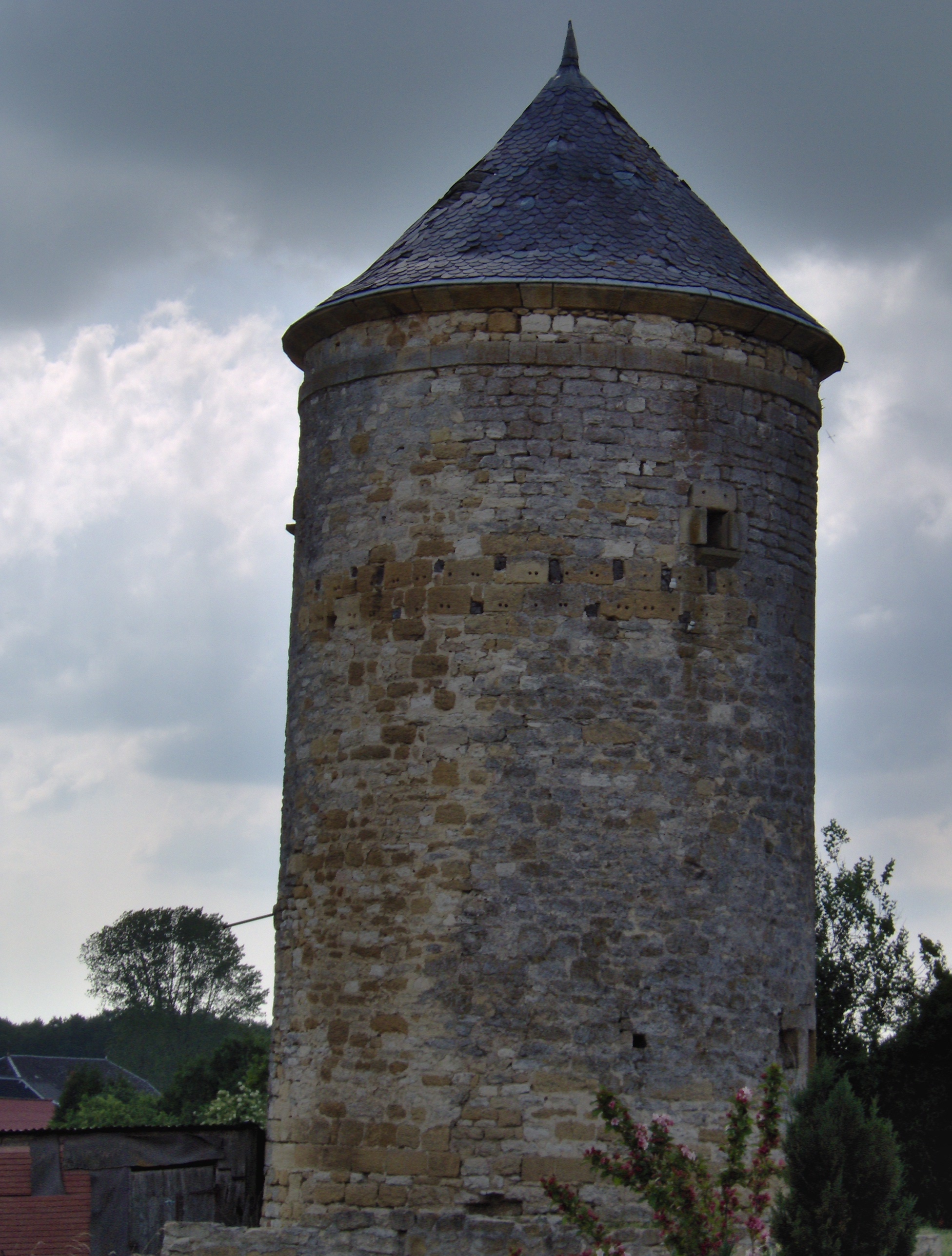
Wieża w Harricourt, 2006